# Kabinett Yonai

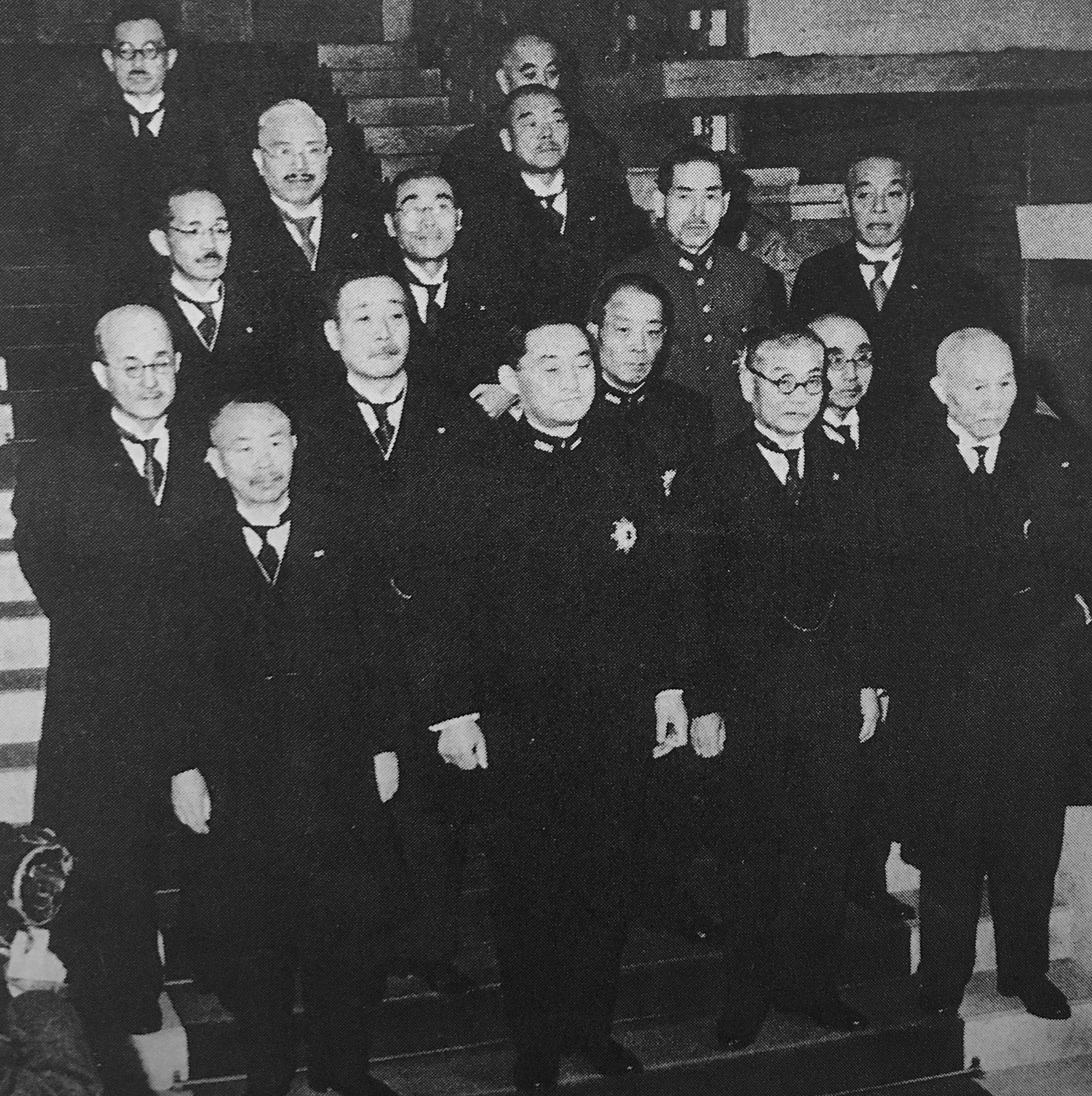
Kabinett Yonai, 16. Januar 1940

Das Kabinett Yonai (jap. 米内内閣, Yonai naikaku) regierte Japan unter Führung von Premierminister Yonai Mitsumasa vom 16. Januar 1940 bis 22. Juli 1940.
| Amt                                     | Name              | Hintergrund                                          | Kammer (Wahlkreis/Methode)    | Fraktion  |
| --------------------------------------- | ----------------- | ---------------------------------------------------- | ----------------------------- | --------- |
| Premierminister                         | Yonai Mitsumasa   | Marine                                               | –                             | –         |
| Außenminister                           | Arita Hachirō     | Beamter (Außenministerium)                           | Herrenhaus (Ernennung)        |           |
| Innenminister                           | Kodama Hideo      | Adel (Graf)                                          | Herrenhaus (Adelswahl)        | Kenkyūkai |
| Finanzminister                          | Sakuraichi Yukio  | Politiker (ex-Minseitō)                              | Abgeordnetenhaus (Shimane 1)  |           |
| Heeresminister                          | Hata Shunroku     | Heer                                                 | –                             | –         |
| Marineminister                          | Yoshida Zengo     | Marine                                               | –                             | –         |
| Justizminister                          | Kimura Naotatsu   | Beamter (Justizministerium)                          | – → Herrenhaus (Ernennung)    |           |
| Kultusminister                          | Matsuura Shinjirō | Beamter (Kultusministerium)                          | –                             | –         |
| Minister für Landwirtschaft und Forsten | Shimada Toshio    | Politiker (Seiyūkai)                                 | Abgeordnetenhaus (Shimane 2)  |           |
| Minister für Industrie und Handel       | Fujihara Ginjirō  | Unternehmer                                          | Herrenhaus                    |           |
| Minister für Kommunikation              | Katsu Masanori    | ex-Beamter (Finanzministerium)/ Politiker (Minseitō) | Abgeordnetenhaus (Fukuoka 4)  |           |
| Eisenbahnminister                       | Matsuno Tsuruhei  | Politiker (Seiyūkai)                                 | Abgeordnetenhaus (Kumamoto 1) |           |
| Kolonialminister                        | Koiso Kuniaki     | Heer                                                 | –                             | –         |
| Sozialminister                          | Yoshida Shigeru   | Beamter (Innenministerium)                           | Herrenhaus                    |           |

## Andere Positionen
| Amt                        | Name            |
| -------------------------- | --------------- |
| Chefkabinettssekretär      | Ishiwata Sōtarō |
| Leiter des Legislativbüros | Hirose Hisatada |